# Beseech
Beseech est un groupe suédois de metal gothique, originaire de Borås. Formé en 1992, le groupe publie son premier album ...From a Bleeding Heart au label Metal Blade Records en 1998. Il est suivi d'un deuxième album, Black Emotions, en 2000. Le groupe se sépare en 2006, et se reforme en 2012 avant la sortie en 2016 d'un nouvel album studio, intitulé My Darkness, Darkness.

## Biographie
Beseech est formé en 1992 à Borås, près de Gothenburg, en Suède. Après une série de démo en 1992, 1994 et 1995, le groupe publie son premier album ...From a Bleeding Heart au label Metal Blade Records le 5 mai 1998. Le groupe se sépare ensuite de Metal Blade, pour signer au label Pavement Records. Le deuxième album de Beseech, Black Emotions, publié en 2000, se caractérise par un son gothique et expérimental. Trois chansons issues de l'album, Manmade Dreams, Neon Ocean et Lunar Eclipse feront partie de la bande originale du film canadien Alien Agenda 5 - Alien Conspiracy. Le groupe tourne ensuite en Europe aux côtés de Lacuna Coil et Theatre of Tragedy au début de 2001. Entretemps, le chanteur Jörgen Sjöberg quitte le groupe, et est remplacé par Erik Molarin.
Beseech signe au label Napalm Records pour la sortie de l'album Souls Highway en 2002. L'album est repoussé au 2 avril 2002. Une édition limitée digipack à 6 000 exemplaires, comprenant une reprise de la chanson Gimme! Gimme! Gimme! d'ABBA, est aussi publiée aux alentours de cette date,. La reprise est publiée sur le compte www.mp3.com du groupe. Par la suite, le groupe annonce une tournée pour octobre 2002 avec Darkwell et Ashes You Leave, avant de se séparer du guitariste Klas Bohlin en janvier 2003.
Le groupe revient en janvier 2004 avec l'album Drama, publié au label Napalm Records. En été la même année, Beseech recrute le guitariste Manne Engström. La nouvelle formation entre aux studios d'enregistrement StudioMega à Bollebygd pour son nouvel album intitulé Sunless Days, qui comprendra une reprise de la chanson Devil's Plaything de Danzig. Drama est publié en Amérique du Sud via le label Haunted Records en avril 2005. Sunless Days, lui, est publié en septembre 2005 via Napalm Records. En 2006, le groupe se sépare en deux groupes : TWDSO (initiales de Those We Don't Speak of) et The Mary Major.
En 2012, le groupe se reforme, et sort le 4 mars 2016 chez Despotz Records leur sixième album intitulé My Darkness, Darkness. Il est publié au format CD et vinyle. Il est enregistré et mixé au StudioMega.

## Membres

### Membres actuels
- Robert Vintervind - guitare
- Klas Bohlin - guitare, chant
- Manne Engström - guitare
- Håkan Carlsson - batterie (également membre de T.A.N.K)
- Johan Örnborg - basse (également membre de Lyzanxia et ex-General Lee)
- Angelina Sahlgren Söder - chant

### Anciens membres
- Erik Molarin - chant
- Lotta Höglin - chant
- Jonas Strömberg - batterie
- Mikael Back - clavier
- Daniel Elofsson - basse, guitare

## Vidéographie

### Clips
- 2000 : Manmade Dreams, tiré de Black Emotions
- 2002 : Between the Lines, tiré de Souls Highway
- 2005 : Innerlane, tiré de Sunless Days
- 2016 : Highwaymam, tiré de My Darkness, Darkness
- 2016 : The Shimmering, tiré de My Darkness, Darkness

### Clips lyriques
- 2015 : Shining Star, tiré de Into the Legend
- 2016 : Volar Sin Dolor, tiré de Into the Legend

### Clips Live
- 2006 : Beseech Gimme Gimme Gimme Cover, tiré de Souls Highway, figure sur le DVD
- 2019 : Drama, tiré de Drama, enregistré au Sticky Fingers de Göteborg en Suède

### DVD
- 2007 : The Drama Ends, concerts d'adieu du groupe (avant la reformation), vendu par le groupe directement via leur site